# United Nations Special Service Medal
De United Nations Special Service Medal wordt voor bijzondere verdiensten toegekend, onder andere daar waar het toekennen van de vredesmedailles aan de diverse linten niet mogelijk of niet gepast is. Deze bronzen medaille is gelijk aan de medailles voor de vredesmissies maar ze wordt gedragen aan een hemelsblauw lint met twee brede en witte boorden.
De United Nations Special Service Medal, vaak afgekort als "UNSSM" werd in 1995 ingesteld om militairen en politie-agenten te belonen voor deelname gedurende ten minste negentig dagen aan een vredesmissie waarvoor geen andere medaille van de VN werd ingesteld.
Onder de vredesmissies die recht geven op deze medaille zijn:
- De United Nations Mine Clearance Training Team (UNMCTT) - Pakistan en Afghanistan, 1989-1991
- De United Nations Special Commission on Iraq (UNSCOM) - 1991-1999
- De Cambodian Mine Action Centre (CMAC) - 1993-2005
- De United Nations Department of Humanitarian Affairs Accelerated De-Mining Programme (MADP) - Mozambique, 1995-2005
- De International Criminal Tribunal for the former Yugoslavia (ICTY) police member - 1996-2002
- De United Nations De-Mining Programme (National Institute for the Removal of Obstacles and Explosive Ordnance (INAROE) - Angola, 1997-2000
- De Programme for the Assistance to the Lao National Unexploded Ordnance Programme (UXOL) - Laos, 1997-2003
- De United Nations Monitoring, Verification and Inspection Commission (UNMOVIC) - Irak, 2002-2003
- De United Nations Assistance Mission in Afghanistan (UNAMA) - 2004-heden
- De United Nations Assistance Mission for Iraq (UNAMI) - 2005-heden
- De United Nations Office in Timor-Leste (UNOTIL) - 2005-2006
- De United Nations Mine Action Coordination Centre in Southern Lebanon (UNMACC-SL) - 2007-2008

## De medaille
De medaille is van brons en gelijk aan de Medaille voor Vredesmissies van de Verenigde Naties. De achterkant is vlak en draagt, net als bij de andere medailles de tekst "IN THE SERVICE OF PEACE".
In de statuten bepaalde de Secretaris-Generaal van de Verenigde Naties dat er ook gespen op het lint mogen worden toegekend. Op deze gesp komt de naam van de VN-organisatie waarvoor de gedecoreerde werkte of de naam van het land waar de actie plaatsvond te staan. In 2010 waren er twee gespen:
- De "Timor Leste gesp" voor dienst in UNOTIL, het "United Nations Office in Timor-Leste" op Timor tussen 20 mei 2005 en 30 Juni 2006.
- De "Afghanistan gesp" voor dienst in UNAMA, de "United Nations Assistance Mission in Afghanistan" in Afghanistan na december 2004

Men draagt de medaille, net als andere onderscheidingen van de VN, op de linkerborst na de onderscheidingen van het eigen land en de onderscheidingen van andere soevereine staten.